# 逆天奇案
《逆天奇案》（英語：Sinister Beings），為香港電視廣播有限公司拍攝製作的時裝懸疑、警匪、查案、法律電視劇，由陳展鵬、林夏薇、馮盈盈、黃智賢及蔣祖曼領銜主演，由張頴康、劉佩玥、楊明、李國麟、麥玲玲、海俊傑、李成昌、李龍基及陳少邦聯合演出，並由錢小豪、鮑起靜、米雪、羅蘭及羅霖特別演出。編審岑國榮、孫浩浩，監製為陳志江、總監製為劉家豪。2022年，此劇確認拍摄续集《逆天奇案2》。

## 上映時間
| 香港 無綫電視翡翠台／ 澳門 TVB Anywhere翡翠台 星期一至五 20:30－21:30 | 香港 無綫電視翡翠台／ 澳門 TVB Anywhere翡翠台 星期一至五 20:30－21:30 | 香港 無綫電視翡翠台／ 澳門 TVB Anywhere翡翠台 星期一至五 20:30－21:30 |
| --------------------------------------------------------------------- | --------------------------------------------------------------------- | --------------------------------------------------------------------- |
|                                                                       | 逆天奇案 （2021年5月3日－2021年6月11日）                              |                                                                       |
| 愛美麗狂想曲 （2021年3月23日－2021年4月30日）                         | 寶寶大過天 （2021年6月14日－2021年7月16日）                           |                                                                       |

| 美国 TVB1 星期一至五 黃金劇場 東岸時間 20:00－21:00 | 美国 TVB1 星期一至五 黃金劇場 東岸時間 20:00－21:00 | 美国 TVB1 星期一至五 黃金劇場 東岸時間 20:00－21:00 |
| --------------------------------------------------- | --------------------------------------------------- | --------------------------------------------------- |
|                                                     | 逆天奇案 （2021年5月3日－2021年6月11日）            |                                                     |
| 愛美麗狂想曲 （2021年3月22日－2021年4月30日）       | 寶寶大過天 （2021年6月14日－2021年7月16日）         |                                                     |

| 新加坡翡翠台 星期一至五 20:30－21:30          | 新加坡翡翠台 星期一至五 20:30－21:30        | 新加坡翡翠台 星期一至五 20:30－21:30 |
| --------------------------------------------- | ------------------------------------------- | ------------------------------------ |
|                                               | 逆天奇案 （2021年5月3日－2021年6月11日）    |                                      |
| 愛美麗狂想曲 （2021年3月23日－2021年4月30日） | 寶寶大過天 （2021年6月14日－2021年7月16日） |                                      |

| 马来西亚 Astro AOD 星期一至五 20:30－21:30    | 马来西亚 Astro AOD 星期一至五 20:30－21:30  | 马来西亚 Astro AOD 星期一至五 20:30－21:30 |
| --------------------------------------------- | ------------------------------------------- | ------------------------------------------ |
|                                               | 逆天奇案 （2021年5月3日－2021年6月11日）    |                                            |
| 愛美麗狂想曲 （2021年3月23日－2021年4月30日） | 寶寶大過天 （2021年6月14日－2021年7月16日） |                                            |

| 加拿大 新時代電視2高清台 西岸時間／溫哥華 星期一至五 16:30－17:30 | 加拿大 新時代電視2高清台 西岸時間／溫哥華 星期一至五 16:30－17:30 | 加拿大 新時代電視2高清台 西岸時間／溫哥華 星期一至五 16:30－17:30 |
| ----------------------------------------------------------------- | ----------------------------------------------------------------- | ----------------------------------------------------------------- |
|                                                                   | 逆天奇案 （2021年5月3日－2021年6月11日）                          |                                                                   |
| 愛美麗狂想曲 （2021年3月23日－2021年4月30日）                     | 寶寶大過天 （2021年6月14日－2021年7月16日）                       |                                                                   |
| 東岸時間／多倫多 星期一至五 19:30－20:30                          |                                                                   |                                                                   |
| 愛美麗狂想曲 （2021年3月23日－2021年4月30日）                     | 逆天奇案 （2021年5月3日－2021年6月11日）                          | 寶寶大過天 （2021年6月14日－2021年7月16日）                       |

| 澳洲 翡翠台 星期二至六 20:30－21:30          | 澳洲 翡翠台 星期二至六 20:30－21:30         | 澳洲 翡翠台 星期二至六 20:30－21:30 |
| -------------------------------------------- | ------------------------------------------- | ----------------------------------- |
|                                              | 逆天奇案 （2021年5月4日－2021年6月12日）    |                                     |
| 愛美麗狂想曲 （2021年3月24日－2021年5月1日） | 寶寶大過天 （2021年6月15日－2021年7月17日） |                                     |

## 演員表

### 有組織罪案及三合會調查科（O記）
| 演員           | 角色   | 暱稱／關係 |
| 李國麟         | 莫振邦 | 莫Sir，1964年出生，高級警司，許浚森、沈韋力之上司，郭皓之聯絡員，勸阻許浚森進入暗網繼續調查殺虎恐襲案，於借查軍火為名尋找郭皓，同集向許浚森與沈韋力公開郭皓為臥底，假意退休並欲移民澳洲，後與眾警察在大宅舉行榮休派對，後被魏子樂指派的僱傭兵在大宅外圍伏擊，最後復職回歸警隊 |
| 楊凱博（童年） | 許浚森 | 森Sir、阿森，1987年出生，Ａ組高級督察，莫振邦之下屬，馬穎思之青梅竹馬男友，後分手，張喜之暗戀對象，被梁靄慈針對，魏子樂、尤麗、嚴寶江之死敵，魏兆揚之死敵，後和好，精英幹探，勇武能幹，投考特別任務連（飛虎隊）被取錄，並與張耀祈建立深厚情誼，在思量下決定不加入飛虎隊，留在有組織罪案及三合會調查科調查殺虎案，同集無視莫振邦勸告，進入暗網繼續調查，發現張喜在調查暗網，並得悉其為張耀祈於多年前在委內瑞拉之助養對象，並與其合作調查殺虎案，覺得恐怖份子阿拉維或能提供殺虎案的線索，主動接手調查，同集未能在其身上得到線報，卻因查案心切，差點讓其逃去，於執勤期間受傷，藉留院時間與馬穎思和好，得知張喜為擺脫魏兆揚而惹上黑幫後前往營救，與張喜繼續追查殺虎案，二人默契日漸變好，載張喜回家，汽車突然不受控制，幸得其及時解危，在馬穎思離港期間與張喜一同領養小狗，同集得知郭皓為臥底，憑著細心觀察，在現場找到蛛絲馬跡，終尋至郭皓藏身的地方，但其突然逃走，同集在尋找其的過程中得知近幾年的生活，開始了解其的心路歷程，從榮嫂口中得知梁靄慈大力讚賞馬穎思在新加坡出差期間的追求者而醋意大發，後由馬穎思哄好，用一枚紙戒指向馬穎思求婚，並應允她年尾無論破了殺虎案與否，都會與其舉行婚禮，因酒醉而與張喜發生關係，於第29時因馬穎思得知此事而令兩人關係跌至冰點，於時誤中魏子樂的騙局而與馬穎思一同困在雪藏櫃內，後來被張喜救出，在同集向馬穎思提出求婚但被其婉拒並提出分手 |
| 陳展鵬         | 許浚森 | 森Sir、阿森，1987年出生，Ａ組高級督察，莫振邦之下屬，馬穎思之青梅竹馬男友，後分手，張喜之暗戀對象，被梁靄慈針對，魏子樂、尤麗、嚴寶江之死敵，魏兆揚之死敵，後和好，精英幹探，勇武能幹，投考特別任務連（飛虎隊）被取錄，並與張耀祈建立深厚情誼，在思量下決定不加入飛虎隊，留在有組織罪案及三合會調查科調查殺虎案，同集無視莫振邦勸告，進入暗網繼續調查，發現張喜在調查暗網，並得悉其為張耀祈於多年前在委內瑞拉之助養對象，並與其合作調查殺虎案，覺得恐怖份子阿拉維或能提供殺虎案的線索，主動接手調查，同集未能在其身上得到線報，卻因查案心切，差點讓其逃去，於執勤期間受傷，藉留院時間與馬穎思和好，得知張喜為擺脫魏兆揚而惹上黑幫後前往營救，與張喜繼續追查殺虎案，二人默契日漸變好，載張喜回家，汽車突然不受控制，幸得其及時解危，在馬穎思離港期間與張喜一同領養小狗，同集得知郭皓為臥底，憑著細心觀察，在現場找到蛛絲馬跡，終尋至郭皓藏身的地方，但其突然逃走，同集在尋找其的過程中得知近幾年的生活，開始了解其的心路歷程，從榮嫂口中得知梁靄慈大力讚賞馬穎思在新加坡出差期間的追求者而醋意大發，後由馬穎思哄好，用一枚紙戒指向馬穎思求婚，並應允她年尾無論破了殺虎案與否，都會與其舉行婚禮，因酒醉而與張喜發生關係，於第29時因馬穎思得知此事而令兩人關係跌至冰點，於時誤中魏子樂的騙局而與馬穎思一同困在雪藏櫃內，後來被張喜救出，在同集向馬穎思提出求婚但被其婉拒並提出分手 |
| 古明華         | 戚偉德 | 戚哥，Ａ組警長，許浚森之下屬，《逆天奇案2》中被交代已移民加拿大 |
| 董敬文         | 莊家新 | 車神，Ａ組探員，許浚森之下屬，方嵐之粉絲 |
| 林子超         | 吳浩光 | 寡佬，Ａ組探員，許浚森之下屬，於份外關注預謀謀殺案，發現到關鍵線索 |
| 趙璧渝         | 姜欣欣 | 妹頭，Ａ組探員，許浚森之下屬，與袁洪烈有感情線，與袁洪烈發展出戀情，二人公開戀情後，因沈韋力卻對其施加壓力而決定分手，同集上楓林學院後性情大變，行為怪異，令許浚森等人起疑，最後於復合 |
| 黃智賢         | 沈韋力 | Nic Sir、Nic、力仔，1984年出生，重案組→Ｏ記Ｂ組高級督察，莫振邦之下屬，沈宏福之子，追求鍾嘉瑜，與其正式交往，後分手，擁有精明頭腦及豐富的查案經驗，由重案組調往有組織罪案及三合會調查科，在法庭無意中邂逅鍾嘉瑜，對其留下深刻印象，再遇鍾嘉瑜，決定展開追求，與鍾嘉瑜在法庭上針鋒相對，沈韋力本以為會因此與鍾嘉瑜交惡，但反令其對自己另眼相看，與鍾嘉瑜首次約會，可是未能赴約，無奈取消約會，與鍾嘉瑜設法安排時間再次約會，再一次因工作取消約會，同集接手調查一宗懷疑江湖仇殺案，繼續調查懷疑江湖兇殺案，接近真相時，卻查出另有內情，同集看到鍾嘉瑜與另一名追求者約會，狀甚親暱，令他介意只是眾多追求者之一決定放棄追求其一，贏得鍾嘉瑜欣賞，二人終發展成情侶關係，因沈宏福不滿鍾嘉瑜的立場，與其父子關係鬧僵，帶鍾嘉瑜回家見父親，其優雅的行為舉止贏得沈宏福歡心挽回評價，同集得知郭皓為臥底，發現鍾嘉瑜與其前男友James頻密見面，醋意大發，被鍾嘉瑜邀與James共進晚餐，得知其的感情經歷而反省自己，也不再戴有色眼鏡看待人，從而不反對袁洪烈與姜欣欣之戀情，因收樓縱火一案由鍾嘉瑜擔任辨護律師，致兩人因立場觀念不同產生爭執分歧並分手，不過在分手後仍與對方保持友好關係；直至時出現復合跡象 |
| 李啟傑         | 關守正 | 關公，Ｂ組警長，沈韋力之下屬 |
| 楊柳青         | 陳筱   | 阿杰，Ｂ組探員，沈韋力之下屬，身手了得、懂得跆拳道 |
| 容天佑         | 李少言 | 口水言，Ｂ組探員，沈韋力之下屬 |
| 陳偉洪         | 袁洪烈 | Rocky，Ｂ組探員，沈韋力之下屬，與姜欣欣有感情線，與姜欣欣發展出戀情，二人公開戀情後，因沈韋力對自己施加壓力而決定分手，最後復合 |

### 刑事情報科（CIB）
| 演員   | 角色   | 暱稱／關係 |
| 海俊傑 | 古成鈞 | 古Sir，高級督察 |
| 林夏薇 | 馬穎思 | Wing、Wing姐、老婆仔（許浚森專稱），1990年出生，警員→警長，性格溫柔體貼，古成鈞之下屬，馬成添、梁靄慈之女，許浚森之青梅竹馬女友，後分手，雖是張喜之情敵，但關係一直保持良好，直到在得知其與許浚森發生關係後與其反目，於意外截獲情報，揭發出獄賊王葉子雄正策劃做案，得上司引薦升職，因張喜對自己及許浚森的新家佈置任意批評及亂改佈置而感到不滿，於第12－13集離港出差，返港，因母親梁靄慈大力讚賞力奇而導致許浚森醋意大發，被許浚森用一枚紙戒指求婚，並被其應允年尾無論破了殺虎案與否，都會舉行婚禮，得知許浚森背叛了他們的感情，與張喜發生關係，被魏子樂綁架，其後被張喜救出，並在同集辭職，雖然結尾拒絕了許浚森的求婚並正式提出分手，但仍保留其送的戒指，最後前往海外進修 |
| 張子   | 金永輝 | 阿輝，探員，古成鈞之下屬 |
| 朱滙林 | 蔡國孝 | 阿孝，探員，古成鈞之下屬 |
| 劉芷希 | 曾韻怡 | 阿怡，探員，古成鈞之下屬 |

### 科技罪案組（TCD）
| 演員   | 角色   | 暱稱／關係            |
| 張本立 | 葉Sir  | 科技罪案組警官        |
| 蔡國威 | 楊志勤 | 楊Sir，科技罪案組探員 |
| 李興華 | 峰     | 科技罪案組探員        |

### 交通總部（TBHQ）
| 演員   | 角色  | 暱稱／關係                                                                 |
| 李岡   | 威Sir | Ｂ組高級督察，於因健康問題由有組織罪案及三合會調查科調往交通部執行及管制組 |
| 陳建文 | 王Sir | 執行及管制組警長                                                           |

### 特別任務連（飛虎隊/SDU）
| 演員                 | 角色   | 暱稱／關係 |
| 錢小豪（配音：陳欣） | 張耀祈 | 張Sir，特別任務連行動組隊長（總督察），已婚並育有一子（即民仔），張喜之助養人，於十五年前在委內瑞拉孤兒院助養其，於在反恐演習遇突擊期間被僱傭兵擊斃殉職，（特別演出） |
| 黃栢文               |        | 飛虎教官／隊長 |
| 姚兵，（配音：雷霆） |        | 飛虎教官 |
| 胡㻗                 | 山     | 飛虎學員 |

### 其他部門
| 演員   | 角色  | 暱稱／關係                                                                    |
| 樓嘉豪 |       | 軍裝警員                                                                      |
| 李梓謙 |       | 軍裝警員                                                                      |
| 吳子   |       | 軍裝警員                                                                      |
| 黃凱琪 |       | 軍裝警員                                                                      |
| 呂善婷 |       | 軍裝警員                                                                      |
| 周嘉全 |       | 軍裝警員                                                                      |
| 林俊其 |       | 軍裝警員                                                                      |
| 簡家麒 |       | 軍裝警員                                                                      |
| 李顯曜 |       | 軍裝警員                                                                      |
| 黃潤成 |       | 軍裝警員                                                                      |
| 梁百川 |       | 軍裝警員                                                                      |
| 彭翔翎 |       | 軍裝警員                                                                      |
| 鄧嘉傑 |       | 軍裝警員                                                                      |
| 孟希璘 |       | 軍裝警員                                                                      |
| 黃浩霆 |       | 軍裝警員                                                                      |
| 何晉樂 |       | 軍裝警員→機動部隊隊員，於投考特別任務連而入圍，於起成為機動部隊轄下飛虎隊隊員 |
| 鄭雋熹 |       | 軍裝警員→機動部隊隊員，於投考特別任務連而入圍，於起成為機動部隊轄下飛虎隊隊員 |
| 陳戩浩 |       | 軍裝警員→機動部隊隊員，於投考特別任務連而入圍，於起成為機動部隊轄下飛虎隊隊員 |
| 葉家泓 |       | 軍裝警員→機動部隊隊員，於投考特別任務連而入圍，於起成為機動部隊轄下飛虎隊隊員 |
| 邵展鵬 |       | 軍裝警員→機動部隊隊員，於投考特別任務連而入圍，於起成為機動部隊轄下飛虎隊隊員 |
| 林浩文 |       | 軍裝警員→機動部隊隊員，於投考特別任務連而入圍，於起成為機動部隊轄下飛虎隊隊員 |
| 羅永健 |       | 軍裝警員→機動部隊隊員，於投考特別任務連而入圍，於起成為機動部隊轄下飛虎隊隊員 |
| 蘇逴殷 |       | 軍裝警員→機動部隊隊員，於投考特別任務連而入圍，於起成為機動部隊轄下飛虎隊隊員 |
| 鄒兆霆 |       | 軍裝警員→機動部隊隊員，於投考特別任務連而入圍，於起成為機動部隊轄下飛虎隊隊員 |
| 梁皓楷 |       | 便衣警員                                                                      |
| 杜大偉 |       | 高級督察                                                                      |
| 李啟淦 |       | 高級督察                                                                      |
| 羅頌華 |       | CID                                                                           |
| 楊家輝 |       | CID                                                                           |
| 陳嘉維 |       | 便衣警員                                                                      |
| 馮柏堯 |       | 便衣警員                                                                      |
| 吳曠利 |       | 軍械主任                                                                      |
| 劉家聰 | Henry | 重案組探員，殺虎案特別調查組成員，許浚森之舊同事                              |

### 魏豐集團
- 於全部被魏兆揚看管

| 演員           | 角色   | 暱稱／關係 |
| 張國強         | 魏貫天 | 魏豐集團已故創辦人兼主席，阿雅之夫，魏子樂之亡父，魏東海之亡兄，魏兆揚之亡伯父，尤麗之亡家翁，曾與不少女人有性關係，數年前遭遇交通意外時其子見死不救，最後葬身火海 |
| 羅霖           | 阿雅   | 魏豐集團已故主席夫人，魏貫天之妻，魏子樂之亡母，魏東海之亡大嫂，魏兆揚之亡伯娘，尤麗之亡家婆，在其子童年時因難忍丈夫與多名女性有染，最後自殺身亡，（特別演出） |
| 李成昌         | 魏東海 | 大魏生、海哥，1964年出生，魏豐集團主席兼行政總裁→特別顧問，滅罪委員會委員，魏兆揚之父，魏貫天之弟，魏子樂之叔，表面良好，實際與其不和，嚴寶江之好友，與其勾結，於登場，於因不滿魏子樂建立電競公司，與其兒子合謀對付魏子樂，於被魏子樂罷免魏豐集團主席及行政總裁職位，轉任魏豐集團特別顧問，於威逼胡伯君指證其侄失敗後，反被其侄解僱並設計令其在股市上大受損失，最後指使嚴寶江擄走尤麗來逼其侄放出利好消息令集團股票價格再提升，但間接使她毀容，於被魏子樂指使的僱傭兵擄走並在一棟唐樓將其拋下街，同時被偽裝成殺虎案和嚴寶江之死之幕後主腦，被外界視為畏罪自殺 |
| 陳少邦         | 魏兆揚 | Calvin、細魏生、魏少，1984年出生，魏豐集團副主席兼總經理，魏東海之子，魏貫天、雅之侄子，魏子樂之堂兄，表面良好，實際與其不和，尤麗之死敵，許浚森之死敵，後和好，追求張喜，與胡伯君合作夥伴兼有交情，於登場，並協助張喜解圍，於被豔女冤枉非禮而惹上勝聯古惑仔，幸得父親與嚴寶江有交情而得其平息事件，於因不滿魏子樂建立電競公司，與父親合謀對付魏子樂，於被魏子樂打壓，於因街頭攬女被爆週刊登報雜誌，於遇見張喜並邀請其加入魏豐集團成為私人助理，於因父親威逼胡伯君指證魏子樂失敗後，被魏子樂無理解僱，於被誤導父親為畏罪自殺，並向許浚森、沈韋力透露魏東海事件，於成為魏豐集團主席，繼承所有魏豐家族留下來的財產，成為魏家權鬥的大贏家 |
| 劉宸熙（童年） | 魏子樂 | Marco、魏生，1989年5月30日出生，魏豐集團大股東兼資訊科技主管→主席，MP基金幕後大老闆，魏貫天、雅之子，許浚森之死敵，尤麗之夫，並深愛其，與其互相利用，對任何企圖傷害其的人亦絕不姑息，魏東海之侄子，表面良好，實際與其不和，魏兆揚之堂弟，表面良好，實際與其不和，电脑黑客（黑帽），张喜之竞争对手，表面為絝紈子弟，只顧玩電子遊戲，實際上養晦韜光、性格陰險、城府極深，兼電腦技術高超，有強烈的戀母情結及報復心理，數年前在與父親遭遇車禍，因痛恨父親間接導致母親自盡，對父親見死不救，因此被尤麗勒索而認識及愛上其，並與其策劃殺虎案，於僅供提及，於正式登場，成立魏豐集團旗下電競公司，於因魏東海出售其亡母之別墅地皮而策劃迫宮令魏東海下臺，並接任主席一職，兼打壓魏兆揚，於透露當日許浚森汽車失控爲其在背後用「百合匙」入侵系統造成，於交代一年前之殺虎恐襲案爲其與其妻策劃，於解僱魏東海及魏兆揚，於同集因嚴寶江擄走尤麗及間接使其毀容而買兇殺害對方，於指使僱傭兵殺害魏東海，於因兩年前在泰國用過電腦上網，而被發現爲世界十大黑客之一，代號Oedipus，並被立案起訴串謀謀殺但不成立，於與尤麗逃亡時因其座駕閃避逆線車輛而撞壆並翻側，後因妻子重傷死亡而患上創傷後遺症，後染上毒癮並出現幻覺，於因認為警方害死自己的妻子，因而指使僱傭兵殺害莫振邦、許浚森、沈韋力等人，但失敗，同集被魏兆揚趕走，於假裝為馬穎思並相約許浚森及張喜，並意圖對其倆不利，後吸入過量一氧化碳而暈倒並被捕，並在暈倒前誤以為面前的張喜是尤麗 ，參見殺虎恐襲案 |
| 鄭佑男（少年） | 魏子樂 | Marco、魏生，1989年5月30日出生，魏豐集團大股東兼資訊科技主管→主席，MP基金幕後大老闆，魏貫天、雅之子，許浚森之死敵，尤麗之夫，並深愛其，與其互相利用，對任何企圖傷害其的人亦絕不姑息，魏東海之侄子，表面良好，實際與其不和，魏兆揚之堂弟，表面良好，實際與其不和，电脑黑客（黑帽），张喜之竞争对手，表面為絝紈子弟，只顧玩電子遊戲，實際上養晦韜光、性格陰險、城府極深，兼電腦技術高超，有強烈的戀母情結及報復心理，數年前在與父親遭遇車禍，因痛恨父親間接導致母親自盡，對父親見死不救，因此被尤麗勒索而認識及愛上其，並與其策劃殺虎案，於僅供提及，於正式登場，成立魏豐集團旗下電競公司，於因魏東海出售其亡母之別墅地皮而策劃迫宮令魏東海下臺，並接任主席一職，兼打壓魏兆揚，於透露當日許浚森汽車失控爲其在背後用「百合匙」入侵系統造成，於交代一年前之殺虎恐襲案爲其與其妻策劃，於解僱魏東海及魏兆揚，於同集因嚴寶江擄走尤麗及間接使其毀容而買兇殺害對方，於指使僱傭兵殺害魏東海，於因兩年前在泰國用過電腦上網，而被發現爲世界十大黑客之一，代號Oedipus，並被立案起訴串謀謀殺但不成立，於與尤麗逃亡時因其座駕閃避逆線車輛而撞壆並翻側，後因妻子重傷死亡而患上創傷後遺症，後染上毒癮並出現幻覺，於因認為警方害死自己的妻子，因而指使僱傭兵殺害莫振邦、許浚森、沈韋力等人，但失敗，同集被魏兆揚趕走，於假裝為馬穎思並相約許浚森及張喜，並意圖對其倆不利，後吸入過量一氧化碳而暈倒並被捕，並在暈倒前誤以為面前的張喜是尤麗 ，參見殺虎恐襲案 |
| 張頴康         | 魏子樂 | Marco、魏生，1989年5月30日出生，魏豐集團大股東兼資訊科技主管→主席，MP基金幕後大老闆，魏貫天、雅之子，許浚森之死敵，尤麗之夫，並深愛其，與其互相利用，對任何企圖傷害其的人亦絕不姑息，魏東海之侄子，表面良好，實際與其不和，魏兆揚之堂弟，表面良好，實際與其不和，电脑黑客（黑帽），张喜之竞争对手，表面為絝紈子弟，只顧玩電子遊戲，實際上養晦韜光、性格陰險、城府極深，兼電腦技術高超，有強烈的戀母情結及報復心理，數年前在與父親遭遇車禍，因痛恨父親間接導致母親自盡，對父親見死不救，因此被尤麗勒索而認識及愛上其，並與其策劃殺虎案，於僅供提及，於正式登場，成立魏豐集團旗下電競公司，於因魏東海出售其亡母之別墅地皮而策劃迫宮令魏東海下臺，並接任主席一職，兼打壓魏兆揚，於透露當日許浚森汽車失控爲其在背後用「百合匙」入侵系統造成，於交代一年前之殺虎恐襲案爲其與其妻策劃，於解僱魏東海及魏兆揚，於同集因嚴寶江擄走尤麗及間接使其毀容而買兇殺害對方，於指使僱傭兵殺害魏東海，於因兩年前在泰國用過電腦上網，而被發現爲世界十大黑客之一，代號Oedipus，並被立案起訴串謀謀殺但不成立，於與尤麗逃亡時因其座駕閃避逆線車輛而撞壆並翻側，後因妻子重傷死亡而患上創傷後遺症，後染上毒癮並出現幻覺，於因認為警方害死自己的妻子，因而指使僱傭兵殺害莫振邦、許浚森、沈韋力等人，但失敗，同集被魏兆揚趕走，於假裝為馬穎思並相約許浚森及張喜，並意圖對其倆不利，後吸入過量一氧化碳而暈倒並被捕，並在暈倒前誤以為面前的張喜是尤麗 ，參見殺虎恐襲案 |
| 劉佩玥         | 尤麗   | Rachel、魏太，原名夏悠麗，1991年9月13日出生，魏豐集團公關部顧問，泰國華僑，魏子樂之妻，互相協助，許浚森之死敵，魏貫天、雅之媳婦，宋達之前未婚妻，七年前曾懷有其子（宋賓），爲人城府極深，心狠手辣，懂心理操縱術，數年前其汽車記錄儀曾拍到魏子樂在車禍現場對父親見死不救的經過，利用該影片勒索他三千萬，但因獲魏子樂心儀而發生關係，及後被其追求而成為其妻，於登場，於交代其七年前計劃與宋達結婚並懷有其子，後因目睹其被飛虎隊擊斃而流產，對其慘死一直耿耿於懷，因此決定爲其報仇，繼而獲其夫協助策劃殺虎恐襲案，於在張喜到她家時找藉口離開，讓對方到魏子樂的書房查看其電腦，在對方在電腦內未有發現與殺虎案有關的線索而消除對魏子樂及自己的懷疑，於被魏東海指使的嚴寶江擄走，藉此威脅魏子樂，在掙扎期間意外毀容，於被立案起訴串謀謀殺，於與魏子樂逃亡時因其座駕閃避逆線車輛而撞壆並翻側，後因脾臟及胰臟爆裂並大量出血後身亡，臨死前獨自承擔所有罪名，令丈夫得以脫罪，但仍然要魏子樂為其報仇，參見殺虎案、泰國北碧府 |
| 李忠希         | 馮汐   | Ray，集團高層／管理層代表，於透露自己擁有百分之四股權，與魏東海站在同一陣線，但被揭發私吞一千五百萬公款，其股權平均分配給其餘股東 |
| 姚亦澧         | Gordon | 財務部總經理，於接任集團行政總裁一職 |
| 秦啟維         | Melvin | 魏東海、魏兆揚之助手 |
| 林呈風         | Kat    | 公關部馬總監之秘書 |
| 吳展驊         |        | 電腦部職員 |
| 譚焯升         |        | 電腦部職員 |
| 紀保羅         |        | 魏豐集團管理層／董事 |
| 黃成想         |        | 魏豐集團管理層／董事 |
| 曾敏           |        | 魏東海秘書 |
| 黃子桐         |        | 馮汐之秘書 |
| 葉灝基         |        | Player First電競隊員 |
| 許俊豪         |        | Player First電競隊員 |
| 歐喬鋒         |        | Player First電競隊員 |
| 關嘉敏         |        | Player First電競隊員 |
| 陳康琪         |        | Player First電競隊員 |
| 夏子涓         |        | Player First電競隊員 |
| 邵珮詩         | Suki   | 魏子樂之祕書 |
| 陳貝怡         | Tina   | 魏兆揚之祕書 |
| 李亦喬         | Karen  | 職員 |
| 林映蔚         |        | 祕書 |
| 章志文         |        | 保安 |

### 四大堂口

#### 勝聯
| 演員   | 角色   | 暱稱／關係 |
| 彭皓鋒 | 嚴寶江 | 勝聯龍頭話事人，沈妙妙之夫，嚴寶歡之堂兄，沙姜華、牛威之老大，幾十年來一直得魏貫天、魏東海關照，多年前因心臟病而性無能，身上安裝心臟起博器，於登場，於受魏東海指使擄走尤麗，但因她意外毀容而激怒魏子樂，最後被對方買兇殺害，並被嫁禍爲殺虎案主腦，目的爲報堂弟嚴寶歡之死，參見江湖大佬失蹤案 |
| 沈可欣 | 沈妙妙 | 勝聯阿嫂，嚴寶江之妻，於因丈夫失蹤而受社團叔父所託報警求助 |
| 潘智豪 | 嚴寶歡 | 勝聯已故頭目，嚴寶江之堂弟，多年前因持械行劫而被飛虎隊擊斃，嚴寶江誓要為其報仇 |
| 林敬剛 | 王震威 | 牛威，勝聯坐館，嚴寶江之頭馬，參見收樓縱火案 |
| 衛志豪 | 沙姜華 | 勝聯古惑仔，嚴寶江之手下 |
| 戴耀明 | 李貫材 | 棺材釘，勝聯古惑仔，牛威之手下，參見收樓縱火案 |
| 鄧重謙 | 富哥   | 勝聯錦田陀地，俘虜酒吧睇場，於企圖敲詐魏兆揚，最後由寶江出面逼其道歉 |
| 黎文傑 | Peter  | 勝聯寶江手下，張喜新結識之朋友 |
| 施焯日 |        | 勝聯寶江手下 |
| 馮子亮 |        | 勝聯寶江手下 |
| 文竣瑋 |        | 勝聯寶江手下 |
| 李紹堅 |        | 勝聯寶江手下 |
| 葉曉陽 |        | 勝聯錦田古惑仔，富哥之手下 |
| 蕭家浩 |        | 勝聯錦田古惑仔，富哥之手下 |
| 歐陽楓 |        | 勝聯錦田古惑仔，富哥之手下 |
| 鄧洢玲 |        | 勝聯俘虜酒吧豔女，受富哥指使冤枉魏兆揚非禮 |

#### 東興
| 演員   | 角色   | 暱稱／關係                                                                                         |
| 杜燕歌 | 霸氣   | 東興龍頭話事人，大坤、傻波之老大，於登場                                                           |
| 王俊棠 | 張榮坤 | 大坤，東興元朗地盤負責人，霸氣兩大頭馬之一，主要經營毒品生意，於被發現中多槍身亡，參見消失的子彈案 |
| 方紹聰 | 傻波   | 東興頭目，霸氣兩大頭馬之一，經營色情場所，參見消失的子彈案                                         |
| 嘉 駿  | Turbo  | 東興灣仔古惑仔，爲多宗非法活動擔任中間人，參見越南悍匪案                                           |
| 廖家爵 |        | 東興大坤手下                                                                                       |
| 蘇嘉倫 |        | 東興傻波手下                                                                                       |
| 秦芷瑤 |        | 東興骨場妓女                                                                                       |
| 黃耀文 |        | 東興大坤手下                                                                                       |
| 繆家慶 |        | 東興毒品拆家                                                                                       |

#### 新和
| 演員   | 角色   | 暱稱／關係                                                   |
| 鄭恕峰 | 阿九   | 新和龍頭話事人，喪榮之老大，於登場                           |
| 吳瑞庭 | 黃志榮 | 喪榮，新和元朗地盤負責人，主要經營黃色事業，參見消失的子彈案 |
| 司徒暉 | 大Dee  | 新和毒品拆家，於因涉嫌販賣大麻而被捕                         |
| 余應彤 | 天仔   | 新和喪榮手下                                                 |

#### 忠天社
- 於被瓦解

| 演員   | 角色 | 暱稱／關係 |
| 楊證樺 | Max  | 忠天社龍頭，金華之契仔，郭皓之老大，於登場，於社團被瓦解，並被警方拘捕及起訴洗黑錢與謀殺郭皓，參見臥底失蹤案       |
| 鬼塚   | 金華 | 忠天社元老，Max之契爺，近年已經退下來                                                                              |
| 楊明   | 郭皓 | 皓少，忠天社坐館，Max之頭馬，在忠天社的地位乃一人之下，實為莫振邦派入忠天社的臥底警員，於被Max殺害，參見臥底失蹤案 |
| 林偉年 | 阿蔭 | 忠天社前頭目，以前活躍於油尖旺，與阿Max爲結拜兄弟，六年前與阿Max講數反目時差點被郭皓勒死                           |
| 黃耀煌 | 邪釘 | 忠天社頭目，郭皓之頭馬，原為活躍於油尖旺一帶的青年頭目，皓少失蹤後躲入土瓜灣一間車房                               |
| 朱樂洺 |      | 忠天社成員，Max近身                                                                                                |
| 蕭百成 |      | 忠天社成員，阿蔭近身                                                                                               |
| 周亦鵬 |      | 忠天社成員，阿蔭近身                                                                                               |

### 泰國

#### 北碧府
| 演員   | 角色   | 暱稱／關係 |
| 米雪   | 宋彩雪 | 雪姨，泰國北碧府華人／孟族村族人，退休民宿老闆娘，於登場，向張喜講述尤麗之經歷                                                                                   |
| 羅蘭   | 達外婆 | 泰國北碧府華人／孟族村族人，宋達之外婆，七年前被香港投資經紀騙去棺材本，最後因無法接受宋達之死而自縊身亡，（特別演出21－22集）                                   |
| 張彥博 | 宋達   | 阿達，泰國北碧府華人／孟族村族人，船麵檔老闆，尤麗之已故未婚夫，七年前受同鄉所託到港向阿祥討回被騙金錢，當時從阿祥手上搶去手槍，但被警方誤當爲悍匪而被飛虎隊擊斃 |
| 郭思   | 阿婷   | 泰國曼谷華人，尤麗之好友，多年前與夏悠麗在唐人街開奶茶檔，但後來得罪當地黑幫，七年前陪伴夏悠麗來到香港                                                           |
| 陳國峰 | 阿凡   | 孟族村族人，宋達之同鄉，七年前被投資公司騙去錢財，與宋達一起到港討回公道                                                                                         |
| 莫家淦 | 阿滔   | 孟族村族人，宋達之同鄉，七年前被投資公司騙去錢財，與宋達一起到港討回公道                                                                                         |
| 譚偉權 | 阿祥   | 香港投資經紀，祥欽投資有限公司合夥人，七年前到泰國北碧府聲稱助當地鎮民投資，但實爲騙局，最後於入獄不足兩天後被魏子樂幫尤麗買兇殺害                               |
| 蔡國慶 | 鎮長   | 孟族村鎮長，七年前招呼阿祥入村，被其騙會助族人投資，後發現爲騙局而拜託宋達、阿凡、阿滔去香港追回被騙錢財（第22、26集）                                           |
| 蘇麗明 | 鎮民   | 孟族村族人，七年前投資詐騙受害者 |
| 張俊平 | 鎮民   | |

#### 曼谷
| 演員                | 角色  | 暱稱／關係 |
| 丁子朗              | Jose  | 南美華人，人類學家，Lucia之未婚夫，來泰國研究少數民族，陪伴張喜去北碧府調查尤麗 |
| 王卓淇              | Lucia | 委內瑞拉華人，Jose之未婚妻，張喜之好友，陪伴張喜去北碧府調查尤麗，與張喜唱卡啦OK期間，談及張喜暗戀許浚森一事，但當中的內容卻被翻看閉路電視畫面的馬穎思聽到，間接導致許浚森和馬穎思的關係完全破裂，送別前往北馬其頓的張喜 |
| Peirce Eric Cassidy | 黑哥  | 曼谷唐人街地頭蛇，多年前曾非禮尤麗並打了她一巴掌，後被對方放火燒屋，向許浚森和張喜透露尤麗真正的兇狠性格 |

### 單元案件

#### 殺虎恐襲案（第1、22－30集）
| 演員   | 角色   | 暱稱／關係 |
| 張頴康 | 魏子樂 | Marco，魏豐集團太子爺，尤麗之夫，於透露其與尤麗為殺虎恐襲案幕後主腦，於被捕，後於被判無罪釋放，參見魏豐集團                                                                                              |
| 劉佩玥 | 尤麗   | Rachel，魏豐集團少奶，魏子樂之妻，因其未婚夫宋達七年前死於飛虎隊槍下，因此欲向飛虎隊報復，於透露其與魏子樂為殺虎恐襲案幕後主腦，於被捕，後於無罪釋放，參見魏豐集團、泰國北碧府                           |
| 古天祥 | 僱傭兵 | 外籍僱傭兵殺手，受僱於魏子樂，於受指使殺害飛虎隊，於受指使殺害嚴寶江，於受指使殺害魏東海，於受指使殺害莫振邦、許浚森、沈韋力等人，但失敗，於被飛虎隊擊斃                                                 |
| 易宇航 | 僱傭兵 | 外籍僱傭兵殺手，受僱於魏子樂，於受指使殺害飛虎隊，期間開槍欲擊斃許浚森不果，卻擊斃推開其的張耀祈，於受指使殺害嚴寶江，於受指使殺害魏東海，於受指使殺害莫振邦、許浚森、沈韋力等人，但失敗，於被沈韋力擊斃 |

#### 越南悍匪案
| 演員   | 角色   | 暱稱／關係                                       |
| 秦翊洺 | 阮文季 | 越南匪首，來港策劃多宗械劫案，於被捕             |
| 江富強 | 匪甲   | 越南匪徒，阮文季之兄弟，於被飛虎隊擊斃           |
| 曾海昌 | 匪乙   | 越南匪徒，阮文季之兄弟，於被飛虎隊擊斃           |
| 嘉駿   | Turbo  | 東興灣仔古惑仔，阮文季之中間人，於被捕，參見東興 |

#### 綁架博弈案
| 演員          | 角色     | 暱稱／關係 |
| 麥玲玲        | 霍鄧如雁 | 霍太，千億身家富豪，霍炳全之妻，育有一子，鄧如鶴之姊，與香港四大堂口有來往，十一年前僞造丈夫遺囑，從姑仔霍麗華手上搶回所有遺產，於被余志光綁架，被其矇騙手上有證據證明她當年僞造遺囑，最終交出五億贖款                      |
| 郭子豪        | 余志光   | Jason，37歲，健身教練，大學精算及風險管理畢業，善於利用博弈論及心理學，於11歲隨父母移民澳洲尼，在澳洲讀書，故此說英文帶有澳洲口音，於21歲在澳洲陆军服役五年，四年前回流香港從事金融業，於綁架何偉堂，於綁架霍鄧如雁，於被捕 |
| 姚宏遠        | 葉達信   | Robert仔，36歲，曾經於香港專業教育學院修讀機械課程，懂得裝修及開船，擁有二級船長證及輪機长證，兩年前與生意拍檔反面並因傷人而留案底，於綁架何偉堂，於綁架霍鄧如雁，於被捕                                                    |
| 范仲          | 差猜     | 大隻仔，泰藉拳手，孔武有力，於綁架何偉堂，於綁架霍鄧如雁，於被捕 |
| 莫偉文        | 何偉堂   | 家昌旺集團主席，魏東海之朋友，於被余志光綁架，要其選擇交贖款抑或失去與日本集團簽約的機會，最終決定交出二千萬贖款 |
| 麥皓兒        | 何太     | 何偉堂之妻 |
| 鄧永健        | 鄧如鶴   | 霍鄧如雁之弟，霍炳全之小舅 |
| 程皓          |          | 鄧如鶴之妻，霍鄧如雁之弟婦 |
| 孔德賢        |          | 霍炳全、霍鄧如雁之子，鄧如鶴之外甥，霍丽华之侄 |
| 李嘉晉        |          | 霍鄧如雁之保鑣 |
| 鍾君揚        |          | 霍鄧如雁之保鑣 |
| 梁雯蔚        |          | 霍鄧如雁之保鑣 |
| 吳星疇        |          | 霍鄧如雁之保鑣 |
| 陳銳峰        |          | 霍鄧如雁之保鑣 |
| 陳嘉俊 (演員) |          | 霍鄧如雁之保鑣 |

#### 恐怖分子案／賊王械劫案
| 演員   | 角色          | 暱稱／關係 |
| 陳彼得 | Alamir Fayyaz | 阿拉維，艾凡特恐怖組織骨幹成員，在歐洲參與多宗恐怖襲擊，於被發現盜用他人身份證，押解期間搶槍襲警逃走，但被車撞傷，於甦醒並意圖利用羊架骨挾持護士逃走，卻失敗，於被組織派來的葉子雄追殺，期間意圖在混亂逃走，但最終也失敗 |
| 冼灝英 | 葉子雄        | 賊王，二十年前連環機械劫五間金舖之悍匪，受艾凡特恐怖組織委託救出或殺死阿拉維，爲掩人耳目而假裝準備打劫金舖銀行，於成功轉移警方視線，但最終被捕，名字影射香港三大著名賊王葉繼歡、張子強和季炳雄                           |
| 黃煒溏 | 勝            | 葉子雄械劫同黨，二十年前以逃避香港警方通緝而潛逃越南，於被葉子雄召回港參與行動，但最後被警方一一擊斃 |
| 邵卓堯 | 根            | 葉子雄械劫同黨，二十年前以逃避香港警方通緝而潛逃越南，於被葉子雄召回港參與行動，但最後被警方一一擊斃 |
| 羅鴻   | 龍            | 葉子雄械劫同黨，二十年前以逃避香港警方通緝而潛逃越南，於被葉子雄召回港參與行動，但最後被警方一一擊斃 |
| 威廉陳 | 何升祖        | 葉子雄監獄兄弟，被葉子雄利用轉移警方視線，假裝與其策劃大買賣 |
| 譚俊雄 | 金兆廣        | 葉子雄監獄兄弟，被葉子雄利用轉移警方視線，假裝與其策劃大買賣 |
| 鄺國生 | 陳勁昌        | 葉子雄監獄兄弟，被葉子雄利用轉移警方視線，假裝與其策劃大買賣 |
| 趙樂賢 | 武            | 外圍波攬艇仔，葉子雄之接頭人，因參與非法賭波而被警方跟蹤，但後來被發現與葉子雄有來往 |
| 狄哲龍 | 中間人        | 艾凡特恐怖組織中間人，代表組織以一億酬勞聘請葉子雄救出阿拉維，後因出現變數而加碼兩億並要他殺死阿拉維 |

#### 消失的子彈案
| 演員   | 角色   | 暱稱／關係 |
| 鮑起靜 | 芝嫲   | 廖碧芝之祖母，患有腦退化症，（特別演出） |
| 黃嘉樂 | 李世華 | 世華士多老闆，廖碧芝之男友，於錄口供期間，稱案發當時與女友不在現場，於在口供被發現有破綻後稱因被張榮坤拿出手槍指嚇，在生命受威脅下自衛開槍殺人，於因廖碧芝自首而獲釋                                                             |
| 林熹瞳 | 廖碧芝 | 阿芝，李世華之女友，於錄口供期間，稱案發當時與男友不在現場，於到警署自首，稱因發現大坤時憶起被其強姦的經歷，在失去理智情況下而開槍殺他，於被控謀殺，但出現新證據後罪名不成立，並改判非法處理屍體罪名成立，緩刑一年，因此當庭釋放 |
| 王俊棠 | 張榮坤 | 大坤，東興元朗頭目，於在世華士多裏面被發現中多槍身亡，案發現場有六個彈孔，但警方只尋獲五個子彈，於從已尋回的消失子彈可提供的證據，而被推算致命槍傷實為他本人意外開槍射穿自己頭顱，參見東興                                       |
| 陳泓達 | 芝細佬 | 廖碧芝之弟，患有嚴重自閉症 |
| 方紹聰 | 傻波   | 東興頭目，與張榮坤有過節，被懷疑同門仇殺，於被請去協助調查，但有不在場證據，參見東興 |
| 吳瑞庭 | 黃志榮 | 喪榮，新和元朗頭目，與張榮坤有過節，案發當晚出境，被懷疑畏罪潛逃，於回港，提供不在場證據，但從其口供發現李世華的口供有破綻，參見新和                                                                                             |
| 楊依依 | 張七妹 | 七婆，井口村村民，於發現張榮坤的屍體 |
| 何偉業 | 朱長發 | 井口村村民，於在法庭上講述張榮坤以往暴力行為，以助辯方為廖碧芝減輕判決 |
| 簡新銳 | 村長   | 井口村村長（第7，10集） |
| 游五珠 | 大坤母 | 張榮坤之母 |

#### 預謀誤殺案
| 演員   | 角色   | 暱稱／關係 |
| 洪卓立 | 彭國忠 | 阿忠，會計文員，中學時為林進豪、張志民、王明彬、羅永良之同學，並曾被前三者多次校園欺凌，於在緬甸殺害林進豪、張志民、王明彬後回港而被拘捕，於因被發現未出發緬甸前故意撞傷何德成令林進豪可以去緬甸並因發現事前做好如何策劃殺人的資料搜集及而被改控謀殺，後放棄辯護承認控罪，（特別演出） |
| 馮奕森 | 林進豪 | 阿豪，保險經紀／麵包店老闆，彭國忠之中學同學，並欺凌其，受同為中學同學羅永良邀請去緬甸旅遊後在當地被彭國忠殺害 |
| 王致狄 | 張志民 | 阿民，銀行客戶主任，彭國忠之中學同學，並欺凌其，受同為中學同學羅永良邀請去緬甸旅遊後在當地被彭國忠殺害 |
| 陳俊堅 | 王明彬 | 阿彬，電腦公司老闆，彭國忠之中學同學，並欺凌其，受同為中學同學羅永良邀請去緬甸旅遊後在當地被彭國忠殺害 |
| 馬俊傑 | 羅永良 | 緬甸華僑，於緬甸經營渡假屋，彭國忠、林進豪、張志民、王明彬之中學同學 |
| 潘芳芳 | 張校長 | 德寶中學校長，林進豪、張志民、王明彬、彭國忠當年之訓導主任 |
| 馮康寧 | 譚Sir  | 德寶中學老師，林進豪、張志民、王明彬、彭國忠當年之班主任 |
| 譚坤倫 | 何德成 | 麵包店老闆，林進豪之生意拍檔，被彭國忠以單車撞傷令其不能與妻子去旅行而令林進豪成行 |
| 謝芷倫 | 林太   | 林進豪之妻 |
| 阮兒   | 零零姐 | 一樓一鳳，於尖沙咀寶勒巷工作，彭國忠經常光顧 |
| 周驄   | 黎伯   | 彭國忠之外公，居於牛池灣，行動不便，其孫為唯一親人 |

#### 臥底失蹤案
| 演員     | 角色   | 暱稱／關係 |
| 楊明     | 郭皓   | 皓少，忠天社頭目，實為臥底警員，莫振邦之臥底，Max之頭馬，佩儀之前男友，學堂未畢業前被莫振邦看中潛入忠天社，於登場，於偷去Max之電腦後與莫振邦失去聯絡，於因欠下巨債而沒有轉交電腦給警方，反而勒索Max一億，但最後被其打傷頭部後失血至死，參見忠天社 |
| JW王灝兒 | 佩儀   | 郭皓之前女友，即使郭皓加入了黑社會仍然相信其是好人，於郭皓死後，得知其臥底身份，（特別演出） |
| 楊證樺   | Max    | 忠天社話事人，郭皓之老大，被郭皓偷去記載社團所有數目的電腦並被其勒索一億，於與郭皓交易期間把其殺害，參見忠天社 |
| 陳婉衡   | Daisy  | 郭皓之現任女友，帶有郭皓所送的限量版手鐲 |
| 胡美貽   | Monica | 郭皓之前明星女友，帶有郭皓所送的限量版手鐲 |
| 煒烈     | 黃添   | 添爺，江湖老叔父，曾與郭皓有爭執，被懷疑與其失蹤有關 |
| 郭千瑜   | 添妻   | 黃添之妻，因同樣帶有郭皓送的手鐲而被發現曾與其有私情，後經其提供而發現郭皓有私竇 |

#### 神秘組織洗腦案
| 演員   | 角色   | 暱稱／關係 |
| 趙璧渝 | 姜欣欣 | 楓林學院新學員，於因失戀而加入，於被羅漢民發現其爲警察而被提早畢業，但因想參加「大榮耀日」而偷入學院，最後發現楓林學院的奸計，參見香港警務處 |
| 康華   | Sally  | 楓林學院導師，六年前因被朋友強暴而有心理陰影，於受羅漢民指使散播毒劑，最後被捕 |
| 莊思敏 | 阿珊   | 楓林學院導師，於派傳單招攬姜欣欣加入楓林學院，於被羅漢民指使用毒劑殺人，但因不想殺人又不想背叛羅漢民而吸毒煙自殺身亡 |
| 鄭子誠 | 羅漢民 | Benson大師，原名Duncan Law，1967年2月3日出生，楓林學院創辦院長，人生改造課程總導師，口號：Trust each other, to make the world better（相信他人，造就美好世界），年少時因身為陰陽人而被父親虐待，成長後患有反社會人格障礙，曾在薩爾瓦多和加拿大成立洗腦課程，洗腦式叫學員喝「補充劑」去「治病」，實為雙氧水，於企圖以毒劑毒害一班學員並叫下屬用毒劑殺人，聲稱這是「人生的大榮耀」，實際上想人類滅亡，但被姜欣欣揭露而事敗，最後自服毒劑自殺身亡 |
| 馬貫東 | 阿東   | 楓林學院導師，於受羅漢民指使散播毒劑，最後被捕 |
| 湯俊明 | Paul   | 楓林學院導師，於受羅漢民指使散播毒劑，最後被捕 |
| 蘇姍   |        | 楓林學院失婚學員，（特別演出） |
| 陸永   |        | 楓林學院西裝學員，（特別演出） |
| Ｃ君   |        | 楓林學院宅男學員，（特別演出） |
| 何佩珉 |        | 楓林學院學員 |
| 伍庭熾 |        | |
| 李嘉豪 |        | |
| 黃芷欣 |        | |
| 丘梓謙 |        | |
| 劉嘉琪 |        | 楓林學院已畢業學員 |

#### 收樓縱火案
| 演員   | 角色   | 暱稱／關係                                                                                   |
| 林敬剛 | 王震威 | 牛威，勝聯坐館，收樓中介公司老闆，幫魏豐集團用非法手段逼遷，於被捕，於教唆罪名成立，參見勝聯 |
| 戴耀明 | 李貫材 | 棺材釘，勝聯古惑仔，於因縱火被捕，於縱火罪成立，參見勝聯                                     |

#### Dark Web殺人直播案
| 演員   | 角色   | 暱稱／關係 |
| 文雅   | 方嵐   | 嵐姐，明星，莊家新之偶像，於被綁架並遭在暗網上直播虐待，於獲救                                                                                           |
| 關浩揚 | 陳國霖 | 香港電子業商會會長，直播暗房房主，於與同黨綁架方嵐，並透過暗網直播虐待其，於決定直播殺害方嵐，但最後被捕，並向警方透露曾使用「百合匙」軟件來入侵保安系統 |
| 唐嘉麟 | 李子謙 | 金牌保險經紀，於與同黨綁架方嵐，於被捕 |
| 林師傑 | 麥偉健 | 麥公子，麥浩浩家族第三代繼承人，於與同黨綁架方嵐，於被捕                                                                                                 |
| 鄭毅邦 | 教授   | 直播暗房VIP，於因使用暗網觀看虐待方嵐之直播而被張喜引出並由警方拘捕，後爲保聲譽願與警方合作，交出其帳號                                                  |
| 伍禮騫 | 毒男   | 直播暗房VIP，於因使用暗網觀看虐待方嵐之直播而被張喜引出並由警方拘捕，但拒絕與警方合作                                                                    |
| 梁珈詠 | Joyce  | 方嵐之經理人 |
| 關曜儁 | Mark   | 方嵐之助手 |
| 謝可逸 | 阿新   | 方嵐之司機 |

#### 江湖大佬失蹤案
| 演員   | 角色     | 暱稱／關係 |
| 彭皓鋒 | 嚴寶江   | 勝聯龍頭話事人，於被魏子樂指使的僱傭兵殺害兼溶屍，於因身體安裝了心臟起搏器而被警方用探測器找出其屍體，參見勝聯     |
| 少爺占 | 阿占     | 越南偷渡客，為砍沉香木而來港，在山上有一個隱蔽的藏身地點，在嚴寶江遇害當晚目擊其被四名外籍人士綁上山，（特別演出） |
| 唐劍康 | 阿奴     | 越南偷渡客，為砍沉香木而來港，在山上有一個隱蔽的藏身地點，在嚴寶江遇害當晚目擊其被四名外籍人士綁上山，（特別演出） |
| 古天祥 | 僱傭兵   | 外籍僱傭兵殺手，於受魏子樂指使殺害嚴寶江，參見殺虎案                                                               |
| 易宇航 | 僱傭兵   | 外籍僱傭兵殺手，於受魏子樂指使殺害嚴寶江，參見殺虎案                                                               |
| 伍慧珊 | 寶江情婦 | 嚴寶江之情婦，被懷疑與嚴寶江失蹤有關，但最後指出對方曾做過心臟手術而讓警方可以從另一方面調查                       |

### 其他演員
| 演員                 | 角色       | 暱稱／關係 |
| 馮盈盈               | 張喜       | Ana（呃娜）、乜娜（梁靄慈專稱），1992年出生，電腦黑客（白帽），魏子乐之竞争对手，委內瑞拉華人，曾到不同國家遊歷，因此精通多國語言，張耀祈之助養對象，十五年前在委內瑞拉的孤兒院被其助養，暗戀許浚森，馬穎思之情敵，後反目，被魏兆揚追求，於末登場，於被許浚森發現在調查暗網，並與其合作調查殺虎案，於利用電腦技術與靈活手段成功助許浚森找到綁架富豪案關鍵線索，令其對她有所改觀，於獲俄羅斯駭客朋友提供線索懷疑殺虎案主謀與魏豐集團有關，混入魏豐取得電腦系統資料，卻空歡喜一場，於為擺脫魏兆揚而惹上黑幫，得許浚森相救而開始對其心生好感，於與許浚森繼續追查殺虎案，二人默契日漸變好，於第12－13集在馬穎思出差期間照顧許浚森的起居生活，於充當了許浚森家的女主人，還與其一同領養小狗，感情越陷越深，於為許浚森處理家務，沒想到馬穎思提早返港，於在梁靄慈追問下承認自己喜歡許浚森，於爲調查殺虎案而加入魏豐集團，擔任魏兆揚之私人助理，於到訪魏子樂及尤麗家時尤麗找藉口離開，讓其有機會到魏子樂的書房查看其電腦，因在電腦內未有發現與殺虎案有關的線索而消除對魏子樂及尤麗的懷疑，於酒醉而與許浚森發生關係，於同集前往泰國探望好友Lucia，並從當地民宿老闆娘宋彩雪口中得知尤麗的過去，于因幫助許浚森而以許一夜情女伴身份勸馬穎思原諒許浚森，但反被馬穎思痛斥而回。，於藉音樂和變聲裝置成功騙到魏子樂來打開雪藏櫃門，以救出許浚森及馬穎思，最後前往北馬其頓 |
| 蔣祖曼               | 鍾嘉瑜     | Hazel、鍾大狀，1991年出生，資深大律師，在三十歲前已開設律師行，喜愛射箭，胡嘉樹之前女友，雙方分手後仍保持好友關係，杜匡珉之師妹，後反目，被沈韋力追求，於登場，於幫廖碧芝成功脫罪而被外界封為律政女神，同集起與沈韋力正式交往，於因擔任彭國忠之代表律師而遭外界抨擊，於因縱火案與沈韋力發生不和，讓雙方關係跌到冰點，並隨後分手，不過在分手後仍與對方保持友好關係，於受杜匡珉邀請擔任魏子樂律師團隊之一，於雖然成功幫魏子樂和尤麗脫罪，但不禁反思自己身為律師的原則和底線 |
| 李龍基               | 沈宏福     | 福伯，1956年出生，街坊福利會代表，沈韋力之父，當自己是街坊福爾摩斯，於登場 |
| 朱健鈞               | 胡嘉樹     | James，香港胡氏家族成員，科研公司老闆，愛滋病病毒帶菌者，鍾嘉瑜之前男友，於登場，委託鍾嘉瑜成立慈善基金，於公開患愛滋，被家族鄙視並要求其離開香港，最後返回英國，（特別演出） |
| 黎燕珊               | 梁靄慈     | 馬成添之妻，馬穎思之母，針對許浚森和張喜，也極其介懷馬穎思的感情生活，於登場，於大力稱讚馬穎思的追求者，令許浚森醋意大發 |
| 王賢誌               | 杜匡珉     | 杜狀，資深大律師，與魏子樂和尤麗夫婦勾結，為人見利忘義，以利益為先，下流狈鄙無耻，鍾嘉瑜之師兄，於因原則不同而反目，於登場，以魏子樂爲MP基金幕後老闆之消息向魏東海交換其愛駒，於被揭後來被魏子樂買通透露其叔在背後的計劃，於成魏子樂和尤麗之代表律師 |
| 潘志文               | 馬成添     | 梁靄慈之夫，馬穎思之父，於登場 |
| 吳家樂               | 胡伯君     | Stanley，MP基金經理，其基金所屬的百分之十魏豐集團股份實爲魏子樂所擁有，於登場，於被魏東海威逼指證魏子樂，最後拒絕合作並逃離香港，於在英國向香港來的警方透露當日被勝聯古惑仔歐打的原因源於魏豐集團主事權而引起 |
| 周麗欣               | Mary       | Mary姐，律政司職員，沈韋力之好友，鍾嘉瑜之師姐，於登場，於與Peter結婚，於誕下嬰兒 |
| 阮嘉敏               | Judy       | 事務律師，鍾嘉瑜之助手，於登場 |
| 楊卓娜               | 張太       | 張耀祈之妻，民仔之母 |
| 吳柏翹               | 民仔       | 張耀祈之子 |
| 黃栢文               |            | 飛虎教官／隊長 |
| 姚兵，（配音：雷霆） |            | 飛虎教官 |
| 胡㻗                 | 山         | 飛虎學員 |
| 王鎮泉               | 岑榮       | 古惑仔 |
| 樓嘉豪               |            | 軍裝警員 |
| 李梓謙               |            | 軍裝警員 |
| 吳子                 |            | 軍裝警員 |
| 黃凱琪               |            | 軍裝警員 |
| 呂善婷               |            | 軍裝警員 |
| 周嘉全               |            | 軍裝警員 |
| 林俊其               |            | 軍裝警員 |
| 簡家麒               |            | 軍裝警員 |
| 李顯曜               |            | 軍裝警員 |
| 黃潤成               |            | 軍裝警員 |
| 梁百川               |            | 軍裝警員 |
| 彭翔翎               |            | 軍裝警員 |
| 鄧嘉傑               |            | 軍裝警員 |
| 孟希璘               |            | 軍裝警員 |
| 黃浩霆               |            | 軍裝警員 |
| 何晉樂               |            | 軍裝警員→機動部隊隊員，於投考特別任務連而入圍，於起成為機動部隊轄下飛虎隊隊員 |
| 鄭雋熹               |            | 軍裝警員→機動部隊隊員，於投考特別任務連而入圍，於起成為機動部隊轄下飛虎隊隊員 |
| 陳戩浩               |            | 軍裝警員→機動部隊隊員，於投考特別任務連而入圍，於起成為機動部隊轄下飛虎隊隊員 |
| 葉家泓               |            | 軍裝警員→機動部隊隊員，於投考特別任務連而入圍，於起成為機動部隊轄下飛虎隊隊員 |
| 邵展鵬               |            | 軍裝警員→機動部隊隊員，於投考特別任務連而入圍，於起成為機動部隊轄下飛虎隊隊員 |
| 林浩文               |            | 軍裝警員→機動部隊隊員，於投考特別任務連而入圍，於起成為機動部隊轄下飛虎隊隊員 |
| 羅永健               |            | 軍裝警員→機動部隊隊員，於投考特別任務連而入圍，於起成為機動部隊轄下飛虎隊隊員 |
| 蘇逴殷               |            | 軍裝警員→機動部隊隊員，於投考特別任務連而入圍，於起成為機動部隊轄下飛虎隊隊員 |
| 鄒兆霆               |            | 軍裝警員→機動部隊隊員，於投考特別任務連而入圍，於起成為機動部隊轄下飛虎隊隊員 |
| 歐陽燕萍             |            | 圍觀者 |
| 區偉權               |            | 圍觀者 |
| 黃建東               | 楊俊希     | 富二代，楊立勳之子，鍾嘉瑜之客戶，家住壽臣山道 |
| 魏惠文               | 陳律師     | 主控官 |
| 徐貫國               | 孫定國     | 保安局局長 |
| 崔錦棠               |            | 法官 |
| 陳建文               | 王沙展     | 王Sir，執行及管制組警長 |
| 張詩欣               |            | 記者 |
| 張翼東               |            | 記者 |
| 陳欣茵               |            | 記者 |
| 吳珮如               |            | 醫生 |
| 鄺潔楹               | Nancy      | 鍾嘉瑜之好友 |
| 黎日楠               | Peter      | Mary之新婚丈夫 |
| 傅啟濠               |            | 伴郎 |
| 傅啟濠               | Henry      | 寶江情婦之情夫 |
| 蕭文諾               |            | 伴郎 |
| 蕭文諾               | 酒保       | |
| 黎文傑               |            | 伴郎 |
| 黎文傑               | Peter      | 勝聯古惑仔 |
| 林可悅               |            | 伴娘 |
| 黎康祺               |            | 伴娘 |
| 潘梓鋒               | Chris      | 沈韋力之舊同學 |
| 陳諾忠               | Anson      | 沈韋力之舊同學 |
| 鄭詠謙               | Derek      | 沈韋力之舊同學 |
| 鄭詠謙               | Frankie    | 沈韋力之朋友 |
| 鍾梓甜               |            | 按摩師 |
| 曾展望               |            | 記者 |
| 徐文浩               |            | 記者 |
| 侯建民               |            | 古惑仔 |
| 蔡國威               | 楊志勤     | 楊Sir，科技罪案組探員 |
| 章景恆               | 細雞       | 許浚森之線人 |
| 馬俊明               |            | 租船客乙 |
| 胡天佑               |            | 租船公司老闆 |
| 陳振業               |            | 泰國餐廳老闆 |
| 陳靖雲               | Vivian     | 射箭場欣賞沈韋力射箭技術女子 |
| 梁皓楷               |            | 便衣警員 |
| Siti Fatimah         |            | 印尼女傭 |
| 區軒瑋               |            | 法官 |
| 丁樂鍶               |            | 羈留病房護士，被阿拉維用羊骨挾持 |
| 李豪                 |            | 酒客情侶 |
| 卓華                 |            | 酒客情侶 |
| 卓華                 | MP基金職員 | |
| 杜大偉               |            | 高級督察 |
| 李啟淦               |            | 高級督察 |
| 陳永昌               |            | 法證主任 |
| 陳嘉維               |            | 便衣警員 |
| 馮柏堯               |            | 便衣警員 |
| 羅頌華               |            | CID |
| 楊家輝               |            | CID |
| 何美好               |            | 井口村村民 |
| 劉沛寧               |            | 井口村村民 |
| 吳曠利               |            | 軍械主任 |
| 李明芙               |            | 酒客 |
| 李明芙               | 模特兒     | |
| 鄧美欣               |            | 酒客 |
| 袁鎮業               |            | 鍾嘉瑜之朋友 |
| 孫慧蓮               |            | 天仔契婆 |
| 區明妙               |            | 孫女 |
| 馬柏榮               | Dhami      | 張喜之尼泊爾朋友 |
| 陳國基               |            | 新界西鄉村聯會主席 |
| 吳文舜               |            | 侍應 |
| 利耀堂               |            | 傢俬送貨員 |
| 蔡誌恩               | 何大狀     | 檢控官 |
| 吳幸美               |            | 新聞主播 |
| 劉家聰               | Henry      | 重案組探員，殺虎案特別調查組成員，許浚森之舊同事 |
| 溫裕紅               |            | 法官 |
| 李善                 |            | 陪審團主席 |
| 黃頌明               |            | 記者 |
| 黃凱儀               |            | 記者 |
| 李子明               | 黃醫生     | 精神科專家 |
| 吳香倫               | 黃冬梅     | 梅姐，沈宏福之街坊，凍肉店老闆娘 |
| 陳狄克               | 陳釗       | 陳伯，沈宏福之街坊 |
| 石浩東               |            | 保安 |
| 洪資訊               |            | 保安 |
| 李漫芬               | 周小姐     | 客戶 |
| 霍健邦               |            | 送貨員 |
| 鄔嘉駿               |            | 餐廳經理 |
| 梁雄                 | 聰叔       | 黎伯之街坊 |
| 羅頌欣               |            | 狗場負責人 |
| 蘇恩磁               |            | 佩儀之母 |
| 許碧姬               | 姚婆婆     | 郭皓之外婆，三個月前去世 |
| 黃梓瑋               |            | 姚婆婆之鄰居師奶 |
| 鄧美欣               |            | 郭皓六年前之女友 |
| 朱斐斐               |            | 珠寶店職員 |
| 尤志豪               |            | 車房師傅 |
| 程浩駿               |            | 義濤疊碼仔 |
| 易智遠               |            | 粥麵店少東，追求姜欣欣 |
| 陳嘉慧               |            | 運毒女子 |
| 游莨維               |            | 當年強姦Sally之朋友 |
| 鄭啟泰               | 曹律師     | 王震威、李貫材之代表律師 |
| 曾健明               | 明叔       | 沈宏福之街坊 |
| 劉桂芳               | 芳姨       | 沈宏福之街坊 |
| 曾慧雲               | 雲姨       | 沈宏福之街坊 |
| 焦浩軒               |            | 發佈會活動司儀 |
| 鍾煒喬               |            | 陪審團主席 |
| 鄧英敏               | 鄧Sir      | 法證科人員 |
| 蘇頌輝               | 何生       | 聲紋專家 |
| 張本立               | 葉Sir      | 科技罪案組警官 |
| 張智軒               | Albert     | 獨立會計師 |
| 劉天龍               | Tom        | 鍾嘉瑜之朋友 |
| 林惜貞               | 昌嫂       | 魏子樂之管家 |
| 李旻芳               |            | 記者 |
| 羅詠怡               |            | 記者 |
|                      | 情侶       | |
| 李嘉豪               |            | 記者 |
| 李嘉豪               | 情侶       | |
| 李芷晴               |            | 推銷員 |
| 黃耀英               |            | 財經記者／新聞報道員 |
| 林慧君               |            | 店員 |
| 廖素屏               |            | 酒店清潔工 |
| 陳睿雯               |            | 酒店內地婦人住客 |
| 方俊                 |            | 酒店住客 |
| 吳江倫               |            | 酒店住客 |
| 馬嘉莉               |            | 酒店住客 |
| 李亦喬               |            | 酒店住客 |
| 賴榮顯               |            | 酒店客務部總經理 |
| 李健                 |            | 酒店資訊科技部經理 |
| 金韋飛               |            | 酒店經理 |
| 明德豐               |            | 超時高層 |
| 李興華               | 峰         | 科技罪案組探員 |
| 潘冠霖               |            | 魏貫天之情婦 |
| 王東泰               |            | 酒店職員 |
|                      | Justin     | 張喜之黑客朋友，暗網世界專家 |
| 利穎怡               | 李家妍     | 瘋狂影迷 |
| 黃穎君               |            | 晚會公關 |
| 計祥龍               | 尹志麒     | 電影監製 |
| 李偉霆               |            | 方嵐之前男友 |
| 李頊珩               |            | 記者 |
| 伍秉君               |            | 路人 |
| 張俊平               |            | 越南餐廳老闆 |
| 張俊平               | 鎮民       | |
| 吳佩隆               |            | 記者 |
| 鍾志光               | 陳客人     | 投資客戶 |
| 余富根               |            | 祥欽職員 |
| 徐嘉儀               |            | 祥欽接待員 |
| 郭淨                 |            | 魏東海之牌友 |
| 郭家俊               |            | 魏東海之牌友 |
| 梁麗翹               | Mandy      | 投資顧問，沈韋力新女友，爲其師妹，大學時曾拍過拖 |
| 何嘉華               | Don        | 飛機師，鍾嘉瑜新男友 |
| 白雲                 | Na Na      | 性感新晉女星，被安排色誘胡伯君 |
| 何依婷               | Grace      | 模特兒／印尼糖王家族大孫女，沈韋力新女友 |
| 歐陽德勛             | Victor     | 內地恆霸金融行政總裁，鍾嘉瑜新男友 |
| 區偉權               | 湯醫生     | 驗屍官 |
| 曾琬莎               |            | 杜匡珉之助手 |
| 陳勉良               | 張偉       | 多年前被以環境證供入罪之受害者 |

## 收視率
本劇於香港無綫電視翡翠台及myTV SUPER七日跨平台總收視之紀錄：
| 週次 | 集數   | 日期                         | 平均收視 | 最高收視 | 備註                                                                                  |
| 1    | 1－5   | 2021年5月3日－2021年5月7日   | 26.4點   | 27.6點   | 直播收視23.1點 第1、4集七天跨平台總收視27.6點 5月3日播出的首集7天跨平台總收視達27.6點 |
| 2    | 6－10  | 2021年5月10日－2021年5月14日 | 26.3點   | 26.8點   | 第9集七天跨平台總收視26.8點                                                           |
| 3    | 11－15 | 2021年5月17日－2021年5月21日 | 26.6點   | 27.7點   | 第11集七天跨平台總收視27.7點                                                          |
| 4    | 16－20 | 2021年5月24日－2021年5月28日 | 點       | 點       | 直播收視23.1點                                                                        |
| 5    | 21－25 | 2021年5月31日－2021年6月4日  | 點       | 28點     | 直播收視24.5點 第21集七天跨平台總收視28點                                             |
| 6    | 26－30 | 2021年6月7日－2021年6月11日  | 28.3點   | 30.2點   | 直播收視24.9點 大結局30.2點                                                           |
| 全劇 | 全劇   | 全劇                         | 27.0點   | 30.2點   |                                                                                       |

- 此劇是TVB在2021年全年平均收視最高的劇集。

## 獎項及提名

### 萬千星輝頒獎典禮2021
| 年份   | 獎項                      | 單位                   | 結果     |
| ------ | ------------------------- | ---------------------- | -------- |
| 2021年 | 最佳劇集                  | 《逆天奇案》           | 最後五強 |
| 2021年 | 馬來西亞最喜愛TVB電視劇集 | 《逆天奇案》           | 最後五強 |
| 2021年 | 最佳男主角                | 陳展鵬                 | 最後五強 |
| 2021年 | 最佳男主角                | 黃智賢                 | 提名     |
| 2021年 | 馬來西亞最喜愛TVB男主角   | 陳展鵬                 | 最後五強 |
| 2021年 | 馬來西亞最喜愛TVB男主角   | 黃智賢                 | 提名     |
| 2021年 | 最佳女主角                | 林夏薇                 | 提名     |
| 2021年 | 最佳女主角                | 馮盈盈                 | 提名     |
| 2021年 | 馬來西亞最喜愛TVB女主角   | 林夏薇                 | 最後五強 |
| 2021年 | 馬來西亞最喜愛TVB女主角   | 馮盈盈                 | 提名     |
| 2021年 | 最受歡迎電視男角色        | 陳展鵬（許浚森）       | 提名     |
| 2021年 | 最受歡迎電視男角色        | 黃智賢（沈韋力）       | 提名     |
| 2021年 | 最受歡迎電視女角色        | 林夏薇（馬穎思）       | 最後五強 |
| 2021年 | 最受歡迎電視女角色        | 馮盈盈（張喜）         | 提名     |
| 2021年 | 最受歡迎電視女角色        | 劉佩玥（夏悠麗）       | 提名     |
| 2021年 | 最佳男配角                | 張頴康                 | 最後五強 |
| 2021年 | 最佳男配角                | 黃嘉樂                 | 提名     |
| 2021年 | 最佳男配角                | 楊明                   | 提名     |
| 2021年 | 最佳男配角                | 丁子朗                 | 最後十強 |
| 2021年 | 最佳女配角                | 劉佩玥                 | 提名     |
| 2021年 | 最佳女配角                | 王灝兒                 | 提名     |
| 2021年 | 飛躍進步男藝員            | 方紹聰                 | 最後十強 |
| 2021年 | 飛躍進步男藝員            | 馬貫東                 | 最後六強 |
| 2021年 | 飛躍進步男藝員            | 胡㻗                   | 提名     |
| 2021年 | 飛躍進步女藝員            | 鄺潔楹                 | 最後十強 |
| 2021年 | 飛躍進步女藝員            | 劉佩玥                 | 最後十強 |
| 2021年 | 飛躍進步女藝員            | 王灝兒                 | 最後五強 |
| 2021年 | 最受歡迎電視歌曲          | 逆襲（胡鴻鈞主唱）     | 提名     |
| 2021年 | 最受歡迎電視歌曲          | 秘密花園（菊梓喬主唱） | 最後十強 |
| 2021年 | 最受歡迎電視拍檔          | 陳展鵬、林夏薇         | 最後十強 |
| 2021年 | 最受歡迎電視拍檔          | 劉佩玥、張頴康         | 提名     |

## 外部連結
- 《逆天奇案》逆思考 破奇案 （页面存档备份，存于）.TVB Weekly.20201-04-27
- 《逆天奇案 神級偵查》myTV SUPER 回看 （页面存档备份，存于）
- 豆瓣电影上《逆天奇案》的資料 （简体中文）
- 互联网电影数据库（IMDb）上《逆天奇案》的资料（英文）